# Micropterix wockei
Micropterix wockei és una espècie d'arna de la família Micropterigidae. Va ser descrita per Otto Staudinger, l'any 1871.
És una espècie endèmica de Grècia.
Té una envergadura de 3.4 mm els mascles i 4.2 mm les femelles.